# Cijuela
Cijuela ist eine Gemeinde in der Provinz Granada im Südosten Spaniens mit 3.714 Einwohnern (Stand: 2024). Die Gemeinde liegt in der Comarca Vega de Granada. 

## Geografie
Die Gemeinde grenzt an die Gemeinden Chauchina, Chimeneas, Fuente Vaqueros, Láchar und Pinos Puente. Der Fluss Genil fließt durch die Gemeinde.

## Geschichte
Die Geschichte der Stadt ist eng mit der von Granada verbunden, dessen Vorort sie heute ist. Im Emirat von Granada spielte die Region eine wichtige Rolle für die Bewässerung von Granada.